# Gustave Kervern
Pour les articles homonymes, voir Kervern.
Gustave Kervern, aussi orthographié Gustave K/Vern ou Gustave ꝂVern,, également appelé Gustave de Kervern, est un réalisateur, scénariste et comédien franco-mauricien, né le 27 août 1962 à Curepipe, à l'Île Maurice (alors colonie du Royaume-Uni).

## Biographie
Gustave Kervern est le descendant du marin breton Charles Kervern (né le 23 novembre 1756 à Brest et mort le 5 octobre 1812 à Port-Louis, Ile Maurice ex-Île-de-France), premier commis sur le vaisseau Le Brillant et employé sur le L'Averdy naviguant pour la Compagnie des Indes. Il épouse Jeanne Durand en 1777 à Port-Louis à l'Île Maurice où la famille Kervern fait ensuite souche,. Sa grand-mère est la poétesse Raymonde de Kervern, qui a publié plusieurs recueils de poésie.
Gustave Kervern est marié à l'actrice-réalisatrice Stéphanie Pillonca. Ils ont deux enfants : un garçon né en 2002 et une fille née en 2006.

## Carrière
Gustave Kervern étudie à Sup de Co à Marseille et, passionné de musique, s'installe à Paris avec la volonté de travailler dans une maison de disques. Il débute dans la carrière audiovisuelle en travaillant sur l'émission Avis de recherche de Patrick Sabatier. Il commence sa carrière sur Canal+ comme chroniqueur auprès d'Yvan Le Bolloc'h et de Bruno Solo dans les émissions télévisées du Top 50, de 1991 à 1993, puis dans Le Plein de Super de 1993 à 1994. Il est également chroniqueur dans l'éphémère émission Les Niouzes sur TF1 en 1995. Il intègre l'équipe de La Matinale, animée par Arthur sur Europe 2, à partir de 1996.
Sa notoriété naît surtout lorsqu'il intègre l'équipe des diverses émissions grolandaises sur Canal+, où il est connu pour son personnage de journaliste débraillé et alcoolique, caricature du petit reporter local, souvent en mission au cœur du Groland profond. La plupart des personnages pittoresques qu'il rencontre au sein de ses interviews dans Groland sont en fait des gens qu'il a pu croiser lors de ses sorties « arrosées » dans des bistrots.
Avec Benoît Delépine, autre auteur et acteur des émissions de Groland, il écrit et réalise Aaltra en 2004 puis Avida en 2006 (présenté hors compétition au Festival de Cannes 2006 en Sélection officielle), deux films dans lesquels les deux comparses jouent les rôles principaux. Les thèmes comme le ton sont plus graves que dans leurs productions télévisées mais tout aussi décalés, et l'accueil critique est enthousiaste.
Le 24 décembre 2008, sort Louise-Michel, produit par Mathieu Kassovitz, et toujours coréalisé avec Benoît Delépine. Yolande Moreau, Bouli Lanners, Benoît Poelvoorde, Albert Dupontel et Francis Kuntz (autre comparse de Groland) sont les principaux acteurs de ce film, où cette fois les deux auteurs sont absents de la distribution. À l'instar de ses deux précédents films, ce long-métrage est considéré comme un « ovni » dans la production cinématographique française.[réf. nécessaire]
Les deux auteurs récidivent en 2010 avec Mammuth, notamment interprété par Gérard Depardieu et Yolande Moreau. C'est le seul film français sélectionné à la Berlinale 2010.
Puis en 2012 sort Le Grand Soir, de nouveau écrit et réalisé par le duo Delépine – Kervern, avec Albert Dupontel, Benoît Poelvoorde, Areski Belkacem, Brigitte Fontaine, Bouli Lanners.
En 2012 également, Gustave Kervern et Stéphanie Pillonca publient un livre d'entretiens sur le rapport à l'ivresse avec différentes personnalités comme Gérard Depardieu, Yolande Moreau, Amélie Nothomb, Bénabar, Benjamin Biolay, Sara Forestier ou Jean-Pierre Mocky,.
En 2014 sort un nouveau film du duo Delépine – Kervern, Near Death Experience, sur le thème du suicide, avec Michel Houellebecq dans le rôle principal.
En 2019 il joue, aux côtés d'India Hair, le rôle principal dans une comédie dystopique, écologique tendre et elle aussi « délicieusement décalée » d'Olivier Babinet : Poissonsexe, où il interprète Daniel Luxet, un chercheur en biologie marine bourru et timide, qui rève de devenir Papa, et tente avec son équipe de faire face à une crise écologique grave d'extinction massive de la faune marine. Le film est très bien reçu par la critique.
À Bourges, en 2022, le duo Délépine Kervern interprète C'est normal lors de la Fucking Night de Brigitte Fontaine.
Gustave Kervern parraine en outre la revue alternative de cinéma Cut[réf. nécessaire].
En 2024, il incarne Papou dans Au fond du trou, un court-métrage réalisé sur l'Île de La Réunion par Lauren Ransan et Abel Vaccaro sur l'histoire vraie des Enfants de la Creuse. Il y donne la réplique à Elise Larnicol et Ophélie Winter.

## Filmographie

### Réalisateur et scénariste

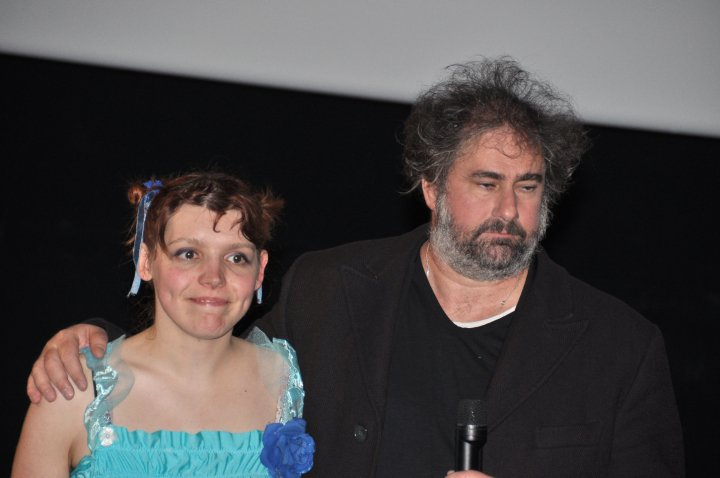
Gustave Kervern en 2010 lors de l'avant-première de Mammuth, en compagnie de Miss Ming, interprète du film.

#### Films coécrits et coréalisés avecBenoît Delépine
- 2004 : Aaltra
- 2006 : Avida
- 2008 : Louise-Michel
- 2010 : Mammuth
- 2012 : Le Grand Soir
- 2014 : Near Death Experience
- 2016 : Saint-Amour
- 2018 : I Feel Good
- 2019 : Mords-les (moyen métrage)
- 2020 : Effacer l'historique
- 2022 : En même temps

#### Autre
- 2010 : Ya basta !, court métrage coréalisé avec Sébastien Rost
- 2024 : Je ne me laisserai plus faire, téléfilm Arte

### Acteur

#### Cinéma
- 1996 : Delphine 1, Yvan 0, de Dominique Farrugia : le serveur
- 2004 : Aaltra : l'ouvrier agricole
- 2006 : Enfermés dehors, d'Albert Dupontel : flic déposition
- 2006 : Avida : le captif sourd et muet
- 2008 : Louise-Michel : le capitaine du bateau
- 2010 : Henry, de Francis Kuntz : Van de Breek
- 2010 : Bas-fonds de Isild Le Besco : l'amant
- 2010 : Mammuth : le boucher au supermarché
- 2010 : Making fuck off, documentaire sur le tournage de Mammuth (sélection officielle du festival de Cannes 2010 hors compétition) : lui-même.
- 2011 : Ni à vendre ni à louer, de Pascal Rabaté : le golfeur vert
- 2012 : Et si on vivait tous ensemble ? de Stéphane Robelin : le vendeur des pompes funèbres
- 2012 : Bocuse de Stéphanie Pillonca et Géraldine Renault : le gagnant du "Top Chef"
- 2012 : Torpedo de Matthieu Donck : le garagiste
- 2013 : Ouf de Yann Coridian : Bertrand
- 2014 : Dans la cour de Pierre Salvadori : Antoine
- 2014 : Du goudron et des plumes de Pascal Rabaté : Paul Gracineau
- 2014 : Cinématon #2841 de Gérard Courant : lui-même
- 2015 : Simon de Éric Martin et Emmanuel Caussé : Marc
- 2015 : Asphalte de Samuel Benchetrit : Sterkowitz
- 2015 : Groland le gros métrage, de Jules-Edouard Moustic et Benoît Delépine : Gustave de Kervern
- 2016 : Saint-Amour coréalisé avec Benoît Delépine : l'oncle
- 2016 : Un petit boulot de Pascal Chaumeil : Tom
- 2016 : Cigarettes et Chocolat chaud de Sophie Reine : Denis Patar
- 2016 : La Fille de Brest d'Emmanuelle Bercot : Kermarec
- 2016 : L'Invitation de Michaël Cohen : Philippe
- 2016 : Fleur de tonnerre de Stéphanie Pillonca-Kervern : l'abbé Riallan
- 2017 : Un profil pour deux de Stéphane Robelin : Bernard
- 2018 : Cornélius, le meunier hurlant de Yann Le Quellec : le maire Cardamone
- 2018 : La Fête des mères de Marie-Castille Mention-Schaar : Grégoire
- 2019 : Les Petits Flocons de Joséphine de Meaux : Sami
- 2020 : Les Parfums de Grégory Magne : Arsène
- 2020 : Poissonsexe d'Olivier Babinet : Daniel
- 2020 : Effacer l'historique : l'autre Dodo
- 2020 : Les Sans-dents de Pascal Rabaté : Le bigleux
- 2021 : Cette musique ne joue pour personne de Samuel Benchetrit : Jacky
- 2022 : Murder Party de Nicolas Pleskof : Armand
- 2022 : En même temps : Henri, le patron du restaurant
- 2023 : Rosalie de Stéphanie Di Giusto : Paul
- 2023 : Sentinelle de Hugo Benamozig et David Caviglioli : Valéry Rocher
- 2024 : L'Art d'être heureux de Stefan Liberski : Bagnoule
- 2025 : Lune de miel avec ma mère de Nicolas Cuche : le maire
- 2025 : L'Homme qui a vu l'ours qui a vu l'homme de Pierre Richard : Nanosh
- 2025 : Adieu Jean-Pat de Cécilia Rouaud : Antoine

#### Courts métrages
- 2011 : Déferlente, de Winifrey Bandera Guzman et Zoé Delépine : le maître-chien
- 2011 : Don d'organes, de Stéphan Brachet
- 2024 : Au fond du trou, de Lauren Ransan et Abel Vaccaro : Papou[13]

#### Télévision
- 1998 : H, saison 1, épisode 18 : Clément
- 2002 : Caméra Café, saison 2, épisode 110 : Le plombier marseillais
- 2012 : Mange de Julia Ducournau et Virgile Bramly : Vinnie
- 2020 : Dérapages de Ziad Doueiri : Charles Bresson
- 2020 : Capitaine Marleau, épisode Deux vies de Josée Dayan : Christophe Lemaire
- 2021 : La Petite Histoire de France, saison 4 - année 1 - Famille de Vercingétorix : Dario esclave en chef de la mine de sel de Yorik
- 2023 : Les Gouttes de Dieu de Quoc Dang Tran : Philippe
- 2023 : Panda de Nicolas Cuche et Jérémy Mainguy : Messina
- 2024 : La Fièvre de Ziad Doueiri : Docteur Rodin

#### Clips
- 2010 : Dis moi encore que tu m'aimes, de Gaëtan Roussel : un client du bar
- 2011 : Chanson pour les amis, pour Miossec

## Publications
- 2008 : 50 Propositions pour sauver votre pouvoir d'achat illustré par Lefred-Thouron, éditions Danger Public, 2 octobre 2008 (ISBN 978-2351232347), 128 pages
- 2012 : Petits Moments d'ivresse avec Stéphanie Pillonca, Le Cherche midi, 19 janvier 2012 (ISBN 978-2749122533), 262 pages

## Distinctions

### Récompenses
- 2010 : prix Henri-Jeanson de la Société des auteurs et compositeurs dramatiques
- Festival de Cannes 2012 : Cannes (Sélection « Un certain regard ») : prix spécial du jury pour Le Grand soir
- Festival de la fiction TV de La Rochelle 2024 : Meilleure réalisation pour Je ne me laisserai plus faire[14]

### Nomination
- César 2021 : César du meilleur scénario original pour Effacer l'historique[15]